# Luciobarbus guiraonis
Luciobarbus guiraonis és una espècie de peix de la família dels ciprínids i de l'ordre dels cipriniformes. Va ser descrit per Franz Steindachner com Barbus guiraonis el 1866.
Els adults poden assolir fins a 41 cm de longitud total. Es troba a la península Ibèrica: des del Vinalopó fins a prop de l'Ebre (no hi és present). També a les capçaleres dels rius de la conca del Guadiana.